# Fichtwald
Die Gemeinde Fichtwald liegt im Landkreis Elbe-Elster in Brandenburg und gehört dem Amt Schlieben mit Sitz in der Stadt Schlieben an.

## Geografie
Die Gemeinde Fichtwald liegt im östlichen Teil des Fichtwaldes, eines feuchten Niederungsgebietes, das heute durch Wiesen-, Weide- und Ackerflächen geprägt ist. Das ursprüngliche Moorgebiet wurde seit seiner Besiedlung immer weiter trockengelegt. Der Fichtwald ist von sechs ehemals eigenständigen Dörfern umgeben, von denen drei in der Gemeinde Fichtwald aufgingen. Die anderen Dörfer waren Proßmarke, Wehrhain und Frankenhain.

## Gemeindegliederung
Ortsteile der Gemeinde sind Hillmersdorf, Naundorf und Stechau.

## Geschichte
Hillmersdorf, Naundorf und Stechau gehörten seit 1816 zum Kreis Schweinitz in der preußischen Provinz Sachsen und ab 1952 zum Kreis Herzberg im DDR-Bezirk Cottbus. Seit 1993 liegen sie im brandenburgischen Landkreis Elbe-Elster.
Im 19. Jahrhundert begann man mit dem Abbau von Torf im Fichtwaldgebiet. Mit der Erschließung der Braunkohle in der Niederlausitz verlor Torf an Bedeutung, und die landwirtschaftliche Nutzung wurde wieder wichtiger.
Die Gemeinde Fichtwald entstand am 31. Dezember 2001 aus dem freiwilligen Zusammenschluss der bis dahin selbstständigen Gemeinden Hillmersdorf, Naundorf und Stechau.

## Bevölkerungsentwicklung
| Jahr | Hillmersdorf | Naundorf | Stechau |      | Jahr | Fichtwald |
| ---- | ------------ | -------- | ------- | ---- | ---- | --------- |
| 1875 | 300          | 370      | 300     | 2001 | 802  |           |
| 1910 | 310          | 300      | 350     | 2005 | 735  |           |
| 1939 | 293          | 231      | 342     | 2010 | 675  |           |
| 1946 | 447          | 348      | 567     | 2015 | 673  |           |
| 1950 | 445          | 332      | 556     | 2020 | 601  |           |
| 1971 | 281          | 275      | 447     | 2021 | 603  |           |
| 1990 | 219          | 243      | 421     | 2022 | 596  |           |
| 1995 | 210          | 242      | 391     | 2023 | 596  |           |
| 2000 | 206          | 240      | 358     | 2024 | 592  |           |

Gebietsstand des jeweiligen Jahres, Einwohnerzahl: Stand 31. Dezember, ab 2011 auf Basis des Zensus 2011, ab 2022 auf Basis des Zensus 2022

## Politik

### Gemeindevertretung
Die Gemeindevertretung von Fichtwald besteht aus acht Gemeindevertretern und dem ehrenamtlichen Bürgermeister. Die Kommunalwahl am 9. Juni 2024 führte bei einer Wahlbeteiligung von 81,6 % zu folgendem Ergebnis:
| Partei / Wählergruppe                    | Stimmenanteil | Sitze |
| ---------------------------------------- | ------------- | ----- |
| Bürgergemeinschaft Fichtwald             | 33,2 %        | 3     |
| Freie Wählergemeinschaft Fichtwald       | 29,8 %        | 2     |
| Wählergemeinschaft gemeinsames Fichtwald | 19,1 %        | 1     |
| Einzelbewerber Mirko Leutner             | 07,5 %        | 1     |
| AfD                                      | 06,8 %        | 1     |
| Einzelbewerber Martin Stolpe             | 03,6 %        | –     |

### Bürgermeister
- 2003–2014: Reinhard Schulze[9]
- 2014–2024: Peggy Bulst (Bürgergemeinschaft Fichtwald)[10]
- seit 2024: Thomas Wilkert (Freie Wählergemeinschaft Fichtwald)

Wilkert wurde bei der Bürgermeisterwahl am 9. Juni 2024 mit 54,2 % der gültigen Stimmen für eine Amtszeit von fünf Jahren gewählt.

## Sehenswürdigkeiten

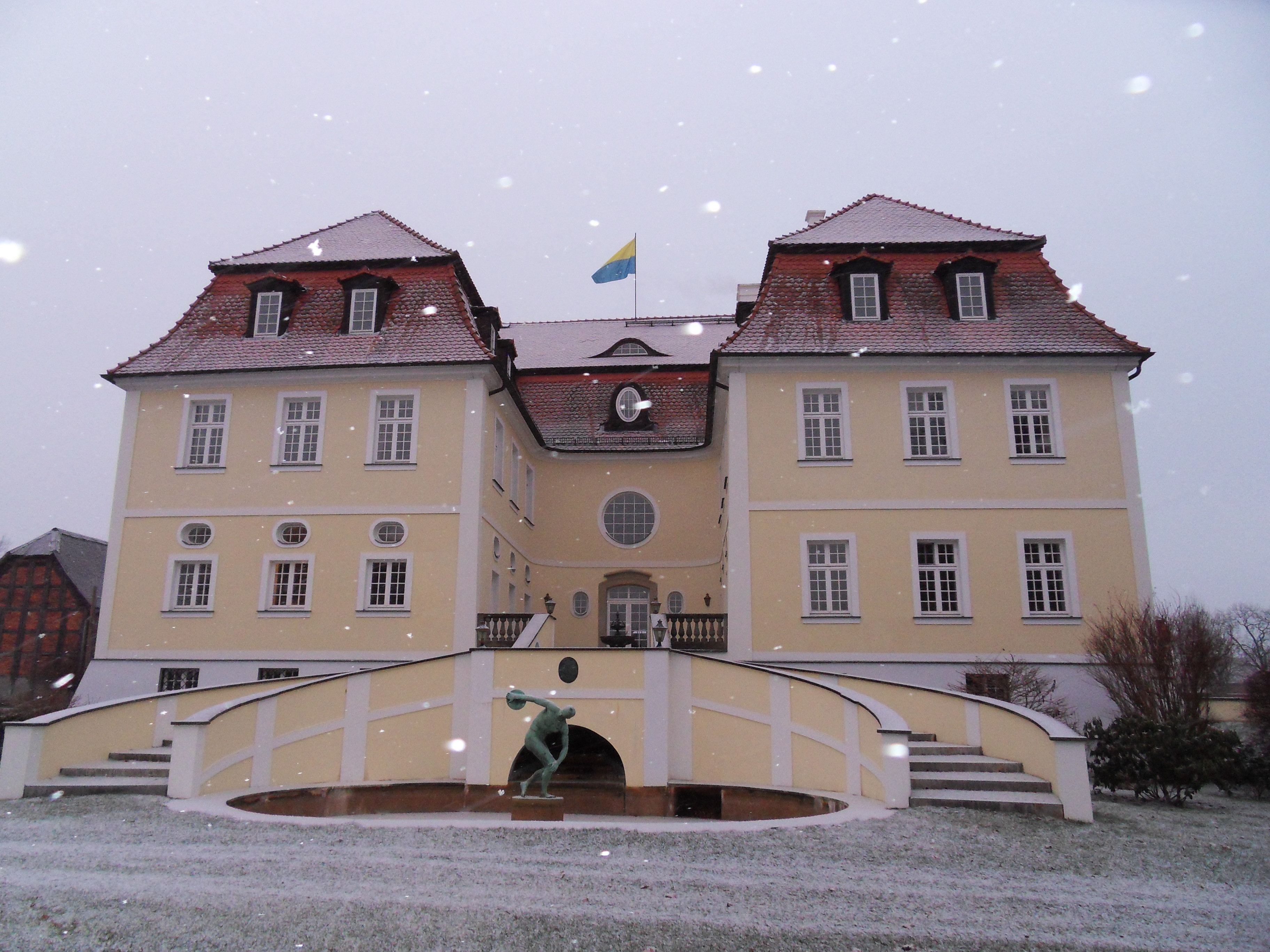
Schloss in Stechau

In der Liste der Baudenkmale in Fichtwald stehen die in der Denkmalliste des Landes Brandenburg eingetragenen Baudenkmale.

## Verkehr
Durch das Gemeindegebiet verläuft die Bundesstraße 87, die Herzberg/Elster mit Luckau verbindet. Der Ortsteil Hillmersdorf liegt an der Landesstraße L 70 zwischen Hohenbucko und Doberlug-Kirchhain.

## Persönlichkeiten
- Adam Heinrich Dresig (1701–1761), Pädagoge und Altphilologe, geboren in Hillmersdorf